# En hälsning ifrån gräset
En hälsning ifrån gräset är ett studioalbum av Thomas Wiehe, utgivet 1990 på skivbolaget Amalthea (skivnummer AM 77). Skivan var hans första sedan 1982 års Flow Soma och hans första för Amalthea sedan han lämnat Silence Records.
Albumet spelades in i MRO Studios med Wiehe som producent och Fredrik Bergengren och Peter Tyllgren som ljudtekniker. Bland de medverkande musikerna återfinns Peter Eggers och Andreas Lemke.

## Låtlista
Alla låtar är skrivna av Thomas Wiehe.
Sida A
1. "Vatten, vatten" – 3:15
2. "En hälsning ifrån gräset" – 3:21
3. "Jag letar efter dej" – 6:25
4. "Jag går omkring och känner mig gudomlig" – 2:39
5. "Mitt hjärta" – 5:04

Sida B
1. "Vi kan aldrig, aldrig lura naturen" – 3:20
2. "Molnet" – 3:18
3. "Maya, min Maya" – 4:30
4. "Frihetens vindar" – 2:27
5. "Passionernas hav" – 4:28

## Medverkande
- Carl Andersson – engelskt horn
- Fredrik Bergengren – ljudtekniker
- Regina Bohlin – cello
- Felicia Carlberg – sång
- Inger Christiansson – fiol
- Ermalm's Egenart – omslag
- Peter Eggers – slagverk
- Lars Fernebring – foto
- Erik Grind – flöjt, tabla
- Katarina Gudmundsson – fiol
- Maria Hulthén – fiol
- Sven-Inge Håkansson – viola
- Jan Karlsson – bas
- Martin Landgren – dragspel, piano
- Nancy Lehwalder – sång
- Andreas Lemke – engelskt horn
- Dan Malmquist – klarinett
- Hans Nordin – stålgitarr
- Claes Robertsson – trumpet
- René Saulesco – fiol
- Jan-Erik Ström – cister
- Peter Tyllgren – ljudtekniker
- Cecilia Weissenrieder – cello
- Thomas Wiehe – gitarr, sång, producent, synth